# Les Apaches (film, 2013)
Pour les articles homonymes, voir Apache.
Pour plus de détails, voir Fiche technique et Distribution.
Les Apaches est un film dramatique français coécrit et réalisé par Thierry de Peretti sorti en 2013.

## Synopsis
Un été, à Porto-Vecchio, quatre adolescents squattent puis cambriolent une villa inoccupée. À son retour, la propriétaire s'en plaint à un caïd local, Bati.

## Fiche technique
- Titre original : Les Apaches
- Réalisation : Thierry de Peretti
- Scénario : Benjamin Baroche et Thierry de Peretti
- Directrice de la photographie : Hélène Louvart
- Montage : Pauline Dairou
- Direction artistique : David Bersanetti
- Décors :
- Costumes : Mati Diop
- Musique : Cheveu
- Son : Pierre Bariaud et Mathieu Perrot
- Producteur : Igor Wojtowicz
- Sociétés de production : Ferris & Brockman et Stanley White
- Sociétés de distribution :  Pyramide Distribution
- Pays de production :  France
- Budget  : 700 000 €
- Langue : français
- Durée : 90 minutes
- Format : 4/3
- Genre : Drame
- Dates de sortie : France - mai 2013 (festival de Cannes 2013) ; 14 août 2013

## Distribution
- Aziz El Hadachi : Aziz
- François-Joseph Cullioli : François-Jo
- Hamza Meziani : Hamza
- Maryne Cayon : Maryne
- Joseph Ébrard : Jo
- Henri-Noël Tabary : Jean Simon
- Michel Ferracci : Bati
- Andréa Brusque : Pascale
- Danielle Arbid : la propriétaire

## Autour du film
Sauf indication contraire ou complémentaire, les informations mentionnées dans cette section proviennent du générique de fin de l'œuvre audiovisuelle présentée ici.
- Le film est inspiré de l'assassinat de Mounir el-Moussaoui à qui le film rend hommage dans le générique de fin.
- Le film est dédié à Foued Nassah, décédé en 2010.

## Sélection
- Festival de Cannes 2013 : en compétition, sélection « Quinzaine des réalisateurs »